# لیک دیک (آرکانزاس)
لیک دیک (به انگلیسی: Lake Dick) یک منطقهٔ مسکونی در ایالات متحده آمریکا است که در شهرستان جفرسون، آرکانزاس واقع شده‌است. لیک دیک ۶۴٫۰۱ متر بالاتر از سطح دریا واقع شده‌است.